# Marius Loque
Marius Loque est un homme politique français né à Bollène, dans le Vaucluse, le 22 novembre 1852, et mort dans la même ville, le 2 juillet 1936.

## Biographie
Après un diplôme en pharmacie, et une thèse sur la saponite, en 1882, Marius Loque suit la tradition familiale en passant un doctorat en médecine, à Paris. Il exercera quelque temps dans cette ville, mais revient s'installer rapidement à Bollène.

## Carrière politique
Il commence sa carrière politique comme conseiller municipal, puis maire de Bollène, en 1896. Élu conseiller général en 1898, il se présente comme député, en 1902, ou il est élu. Il ne fera qu'un mandat de 4 ans, durant lequel il demanda, notamment, un déblocage de crédit de 500 000 francs pour les cultivateurs en difficulté de Vaucluse.

### Sources
- Adolphe Robert et Gaston Cougny, Dictionnaire des Parlementaires français, Paris, Dourloton, 1889